# Diospyros viridicans
Diospyros viridicans är en tvåhjärtbladig växtart som beskrevs av William Philip Hiern. Diospyros viridicans ingår i släktet Diospyros och familjen Ebenaceae. Inga underarter finns listade i Catalogue of Life.